# San Colombano Belmonte
San Colombano Belmonte (piemontesisch San Colomban) ist eine Gemeinde in der italienischen Metropolitanstadt Turin (TO), Region Piemont.

## Lage und Einwohner
San Colombano Belmonte liegt 46 km nördlich von Turin. Das Gemeindegebiet umfasst eine Fläche von 3,38 km² und hat 361 Einwohner (Stand 31. Dezember 2023). Zur Gemeinde zählen die drei Fraktionen (Frazioni) Buasca, Cresto und Sale.
Die Nachbargemeinden sind Cuorgnè, Canischio und Prascorsano.

## Geschichte

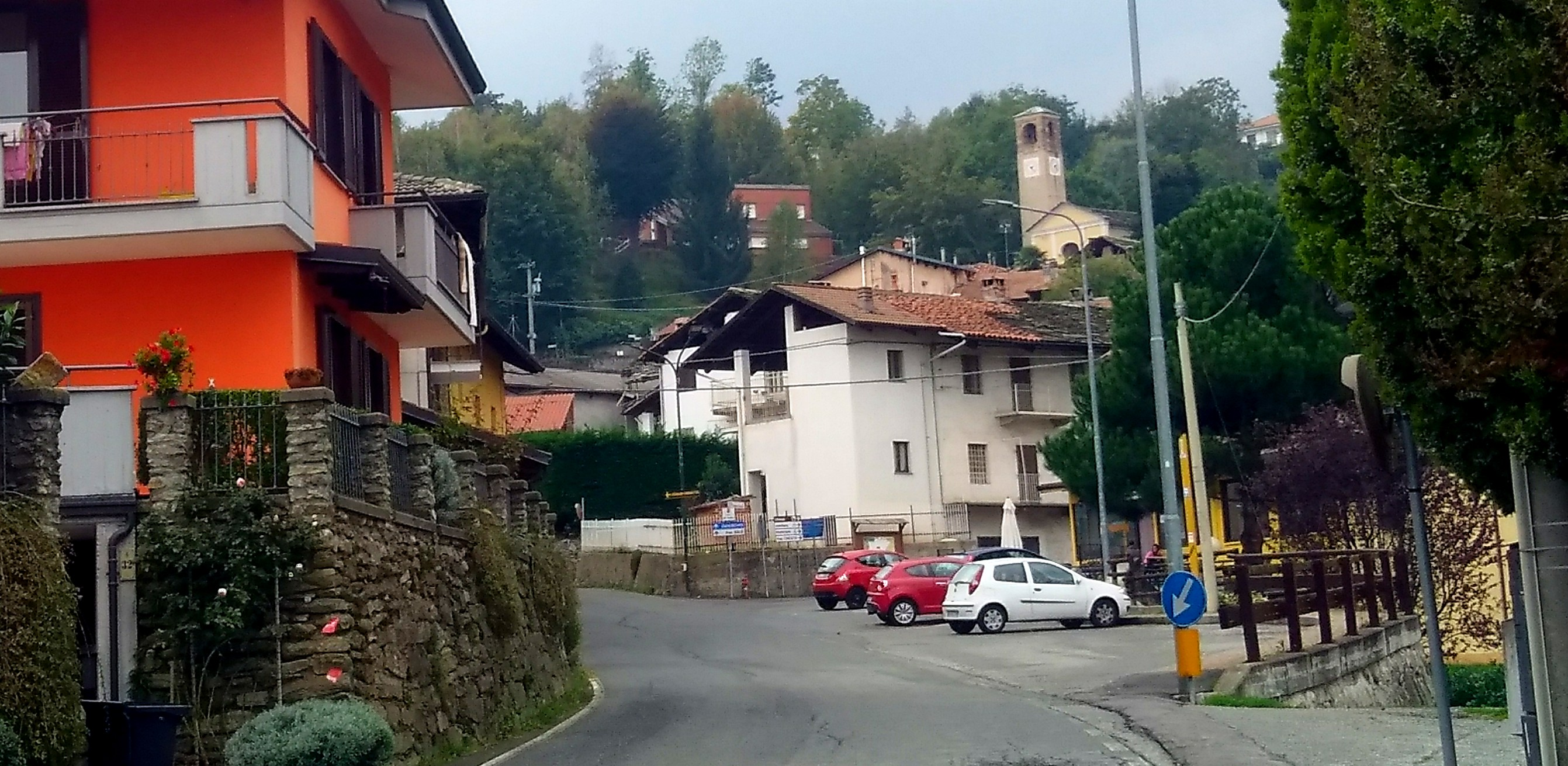
Panorama

Der Ursprung von San Colombano ist ebenso ungewiss wie die Etymologie seines Namens. In der Antike wird dieser Ort als Cancolumbanum oder Can-Colombano und auch als Campus Columbanus oder Campo Colombano bezeichnet. Colombano (Columbanus) ist der Name des heiligen irischen Abtes, der im Jahr 614 die berühmte Abtei von Bobbio gründete, die dank königlicher Schenkungen des lombardischen Königs Agilulf, dem ehemaligen Herzog von Turin, über viele klösterliche Lehen, Besitzungen und klösterliche Gründungen im Piemont verfügte. Die in der Neuzeit hinzugefügte Bezeichnung Belmonte bezieht sich auf das nahe gelegene Heiligtum von Belmonte (dessen Name vom lateinischen Bellum monte, d. h. Belmonte, abgeleitet ist). Bertolotti, Autor des „Passeggiate nel Canavese“, schrieb 1873, dass das Lehen von Campo Colombano im Jahr 1185 von einem gewissen Oberto Novello gehalten wurde und dass es später, im Jahr 1251, im Besitz der Grafen von Valperga war.
Die Bevölkerung beteiligte sich am Aufstand gegen die Adligen, da erwähnt wird, dass sich 1391, nachdem der Aufstand niedergeschlagen worden war, ein Volksstaatsanwalt, ein gewisser Dalmasso de Bianchi, dem Grafen von Savoyen stellte, um Gerechtigkeit zu erwirken.
San Colombano folgte als Weiler dem Schicksal von Cuorgnè, erlangte aber offenbar um 1448 kommunale Autonomie. Zwischen 1711 und 1714 befreite es sich dann auch von der Herrschaft der Grafen von Valperga und des Markgrafen von S. Giorgio.
Am 1. September 1869 wurde die alte Gemeinde Sale Canischio eingemeindet, die auf einen Weiler reduziert wurde, während San Colombano in der Zeit von 1928 bis 1948 wiederum zu Cuorgnè zusammengefasst wurde. Um es von anderen gleichnamigen Städten zu unterscheiden, wurde ihm nach der Gründung des Königreichs Italien das Attribut Belmonte hinzugefügt.